# George Bent
George Bent (* 7. Juli 1843; † 19. Mai 1918) war der Sohn des bekannten amerikanischen Pelzhändlers William Bent und dessen Cheyenne-Frau Owl Woman (Eulenfrau). Er lebte ab seinem 20. Lebensjahr bei den Südlichen Cheyenne.

## Das Leben des George Bent

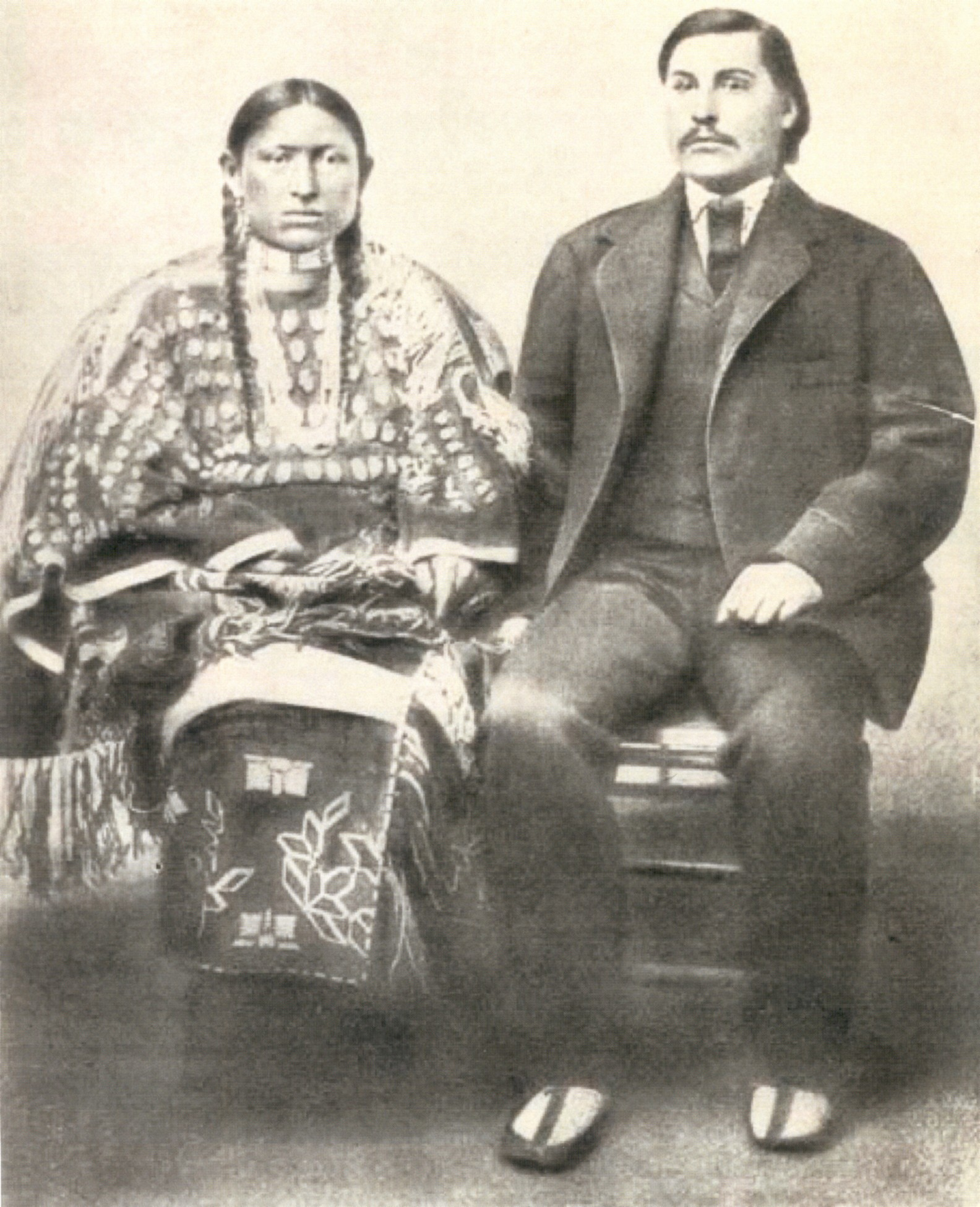
George Bent und seine Frau Magpie (1867)

George Bents Vater, William Bent, lebte als Jäger und Pelzhändler in den Nordamerikanischen Plains. Er rettete zwei Mitgliedern der Cheyenne das Leben und wurde durch diesen Umstand ein Stammesfreund. William Bent schloss sich um 1820 dem Stamm an und begleitete die Cheyenne auf ihren Jagdrouten. Er heiratete die Cheyenne-Frau Owl Woman. Einige Jahre später verließ er mit seiner Frau den Stamm, da er wieder als Händler arbeiten wollte, und baute an der Nordseite des Arkansas Rivers ein Fort auf. Dieses Fort entwickelte sich in den nächsten Jahren zu einem wichtigen Handelsstützpunkt und beliebten Treffpunkt von Händlern, die durch die Prärie zogen.
1843 wurde in diesem Fort George Bent geboren. George lebte in diesem Fort, hatte Kontakt mit weißen Händlern und Abenteurern. Sein Vater entschied, dass George die Schule der Weißen besuchen sollte, also wurde er zunächst nach Westport, später nach St. Louis geschickt. Als der Bürgerkrieg ausbrach, schloss sich George Bent gemeinsam mit seinem jüngeren Bruder der Konföderierten Armee an und diente unter General Sterling Price. Bereits 1863 hatten sie vom Krieg genug. George Bent verließ die Armee und schloss sich den Cheyenne an, um bei ihnen zu leben. Bent wurde in den nächsten Jahren ein wichtiger Mann für die Cheyenne. Anfangs fungierte er als Übersetzer bei Verhandlungen, später wurde er zum Vermittler und Berichterstatter über das Leben der Cheyenne.
Bent lebte sowohl bei den Cheyenne als auch bei den Weißen, des Weiteren trampte er auch als Fallensteller und Pelzhändler einsam durch das Land, hin- und hergerissen durch seine zwei Kulturen. Über sein Leben bei den Cheyenne ist nur recht wenig bekannt. Bis heute ist nur mit Sicherheit bekannt, dass er sich im Winter 1864 mit den Cheyenne am Sand Creek River aufhielt und er Augenzeuge dessen wurde, was als Sand-Creek-Massaker in die Geschichte einging. Soldaten hatten im Morgengrauen das friedliche Dorf der Cheyenne angegriffen und über 150 Männer, Frauen und Kinder auf brutalste Weise getötet, sie daraufhin verstümmelt und skalpiert. George Bent und einige andere überlebten dieses Massaker, indem sie zum Flussufer rannten und sich in den weichen Sand eingruben.

## Bent in den späten Jahren
Der Publizist und Verleger George Bird Grinnell wollte Anfang des 20. Jahrhunderts das Leben der Indianer näher erkunden. Also arbeitete er einige Fragen aus und Bent übersetzte. Während dieser Forschungsarbeit lernte Bent George Hyde kennen. Bent und Hyde starteten eine langjährige Korrespondenz, in denen Bent über die Cheyenne, ihre Kultur und ihr Leben schrieb. Dieser Briefverkehr endete erst mit Bents Tod im Jahre 1918. Aus diesem gesammelten Material stellte Hyde ein Buch zusammen, dieses wurde allerdings von allen Verlagen abgelehnt und geriet in Vergessenheit. Erst in den 1960er Jahren, als in Amerika ein Umdenken in der Indianerfrage eingesetzt hatte, entdeckte der Direktor der Universität von Oklahoma das Manuskript wieder. Gemeinsam mit dem in die Jahre gekommenen George Hyde wurde das Werk überarbeitet und unter dem Titel Life of George Bent, Written from His Letters (1968) veröffentlicht. Der Hauptteil dieser Werke besteht aus den Briefen von George Bent, dieses Werk gilt heute als einer der authentischsten Augenzeugenberichten der indianischen Kultur.